# Падел-теннис
 Почему бы не удалить эту статью если здесь пусто? 
1. перенаправление Падел